# Cyclo-octaan
Cyclo-octaan is een cyclisch koolwaterstof met als brutoformule C8H16. De structuur van cyclo-octaan is zeer intensief bestudeerd en kan 2 stabiele conformaties aannemen om de ringspanning te verminderen: de boot-stoel-conformatie (I) en de kroon-conformatie (II). De boot-stoelconformatie komt het meest voor.